# Gustav Heigel
Gustav Heigel (ur. 15 marca 1893, zm. ?) – zbrodniarz nazistowski, członek załogi niemieckiego obozu koncentracyjnego Buchenwald i SS-Hauptscharführer.
Członek personelu Buchenwaldu od 15 grudnia 1941 do 11 kwietnia 1945. Początkowo pełnił służbę jako Blockführer. Następnie od lutego 1943 do stycznia 1945 kierował obozowym aresztem. W tym okresie Heigel brał udział w egzekucjach więźniów przez powieszenie lub rozstrzelanie. W wyniku tych egzekucji zginęło prawie 400 więźniów. Uczestniczył także w ponad 50 egzekucjach dokonywanych przez Kommando 99. Oprócz tego znęcał się nad więźniami w bloku więziennym. Wreszcie od stycznia 1945 do kwietnia 1945 dowódził plutonem wartowniczym i kierował komandem więźniarskim.
Po zakończeniu wojny Heigel zasiadł na ławie oskarżonych w procesie załogi Buchenwaldu (US vs. Josias Prince Zu Waldeck i inni) przed amerykańskim Trybunałem Wojskowym w Dachau i skazany został na karę śmierci przez powieszenie. Wyrok zamieniono w akcie łaski na dożywotnie pozbawienie wolności. Więzienie w Landsbergu opuścił w połowie lat pięćdziesiątych.